# Рыбкин, Пётр Николаевич
Пётр Никола́евич Ры́бкин (1 [13] мая 1865 — 10 января 1948) — русский радиотехник, ассистент А. С. Попова, непосредственный исполнитель его идей, в частности по конструктивному воплощению грозоотметчика, участник многочисленных экспериментов по беспроволочной телеграфии, оставивший подробные воспоминания о работе с А. С. Поповым и Д. С. Троицким.

## Биография
Родился 1 (13) мая 1865 года в Санкт-Петербурге в семье служащего Департамента таможенных сборов Николая Козьмича Рыбкина, мать — Глафира Михайловна, урождённая Борисова, занималась домашним хозяйством. Учился в домашней школе, затем в Санкт-Петербургской Введенской гимназии, которую окончил в 1888 году. До окончания гимназии самостоятельно прошёл первый университетский курс и сразу поступил на второй курс физико-математического факультета Санкт-Петербургского университета.
По окончании университета в 1892 году оставлен при нём для подготовки к самостоятельной научной деятельности. В 1893 году — адъюнкт Главной физической обсерватории, где за короткое время подготовил и опубликовал своё исследование на тему «Пути циклонов в Европейской России за 1890—1892 гг.». Эта работа была напечатана в записках Академии Наук (1898) и переведена на немецкий язык. Вторая его работа «О повторяемости явлений в атмосфере» была опубликована в журнале Русского физико-химического общества и вышла отдельной брошюрой.
Весной 1894 года университет, по запросу Морского ведомства, порекомендовал Рыбкина на освободившуюся должность ассистента преподавателей гальванизма и практической физики в Минном офицерском классе. После личной встречи с А. С. Поповым Рыбкин получил официальное приглашение и переехал на работу в Кронштадт. Часто бывал в гостях у Попова, участвовал с приглашёнными друзьями Попова в музыкальных вечерах, сам играл на флейте.
Автор конструкции грозоотметчика под руководством Попова и непосредственный исполнитель опытно-экспериментальных работ по беспроводной сигнализации и телеграфии.
Опыты по сигнализации на море начались сразу после полученного 26 апреля 1897 года разрешения Морского ведомства и проводились сначала между берегом и яхтой «Рыбка», а затем между кораблями в Кронштадтской гавани. Была достигнута дальность связи около 600 м. Для последующих опытов была увеличена мощность передатчика. В июне 1897 года предписанием Главного морского штаба Рыбкин и Попов вошли в состав комиссии для испытания беспроводной сигнализации на крейсере «Африка» в Транзунде. Поскольку Попов находился в это время на промышленной выставке в Нижнем Новгороде, Рыбкин не только принимал деятельное участие в опытах, но и фактически являлся их организатором. Для приёма сигнала на телеграфный аппарат он изготовил реле из чувствительного вольтметра, высота приёмной антенны была около 20 м. К концу лета удалось установить телеграфную связь между судном «Европа» и крейсером «Африка» на расстоянии около 5 км. Сохранились письма Попова к Рыбкину из Нижнего Новгорода:
- 21 июня — в связи с публикацией доклада У. Приса об аппаратуре Г. Маркони[16];
- 30 июня — ответ на возникшие в ходе опытов вопросы Рыбкина[17];
- 11 июля — рекомендации Рыбкину по проведению опытов, в том числе по увеличению чувствительности реле в приёмнике[18];
- 24 июля — Попов обрадован достигнутыми результатами: «…Если бы ничего более не было получено в нынешнем году, то для интереса зимних опытов достаточно…»[19].

18 декабря 1897 года Рыбкин передал азбукой Морзе слово «Герц» в первой публичной демонстрации Поповым беспроводной телеграфной связи.
Летом 1898 года опыты по беспроводной связи уже с телеграфными аппаратами проводились тоже на Транзундском рейде при участии кораблей «Африка» и «Европа». Рыбкин, снова в отсутствие Попова, был главным исполнителем работ. Значительную часть времени отнимали проблемы, связанные с электромагнитным влиянием металлических надстроек корабля. Решением проблемы стала установка большой петлевой антенны, к которой был подключён искровой передатчик, и к концу лета удалось установить постоянную телеграфную связь между кораблями, которая действовала безотказно при любой погоде и при любых положениях судна на расстоянии около 5 км. В период с 21 августа по 3 сентября 1898 года было передано 136 служебных телеграмм, не считая вспомогательного обмена сообщениями.
28 мая 1899 года совместно с Д. С. Троицким обнаружил возможность приёма импульсов искрового телеграфа на слух. Эффект был обнаружен на форте «Милютин» при проверке исправности приёмника, который не принимал передаваемый сигнал из форта «Константин». Рыбкин, предположив неисправность нового электромагнитного реле, подключил вместо него телефонную трубку и услышал сигналы передатчика «Константина». С таким же подключением телефона 11 июня 1889 года была установлена связь между фортом «Константин» и селением Лебяжье на расстоянии 26 км. Об эффекте немедленно был извещён Попов телеграммой: «Рыбкин Троицкий обнаружили новое свойство трубки принимать упрощённо замечательно чувствительна». Обнаруженный эффект дал основания заявить о создании нового приёмника искрового телеграфа, который позволял значительно увеличить дальность беспроводной связи. Попов получил патент на этот приёмник (телефонный «приёмник депеш») в Великобритании, затем во Франции и в России.
В июне 1899 года Рыбкин вместе с Троицким и Поповым принимал участие в опытах по беспроводной связи на территории Петербургского воздухоплавательного парка. Рыбкин в гондоле воздушного шара поднимался в воздух с телефонным приёмником и принимал на слух телеграфный сигнал, передаваемый с земли Поповым и Троицким. В конце лета 1899 года Рыбкин, Попов и Е. В. Колбасьев участвовали в испытаниях телефонных приёмников, изготовленных в мастерской Колбасьева, и трёх станций беспроводного телеграфа, приобретённых Морским ведомством у фирмы Дюкрете, установленных на кораблях Черноморского флота:12. Телеграфный обмен начался 25 августа на Севастопольском рейде. Испытания проводились в различных условиях — во время манёвров и в обстановке, приближенной к боевой, — и продолжались до 9 сентября.
В январе 1900 года участвовал в работах по организации беспроводной телеграфной связи между островами Гогланд и Кутсало для содействия операции по спасению броненосца «Генерал-адмирал Апраксин» — осуществлял настройку аппаратуры на Гогланде и проводил первые сеансы связи. Подводя некоторые итоги, Рыбкин отмечал (имея в виду период 1897—1899 годов, включая январь 1900 года): «…трёхлетний опыт показал, что длинная проволока, присоединённая к одному шарику разрядника, другой шарик которого тщательно соединён с землёю, представляет наилучшую, в то время, отправительную систему… был подмечен факт, что наилучший результат получается при совершенно тождественных проводах двух станций… были достигнуты следующие дальности: 9 миль при приёме на телеграфный аппарат и 28 миль при приёме на слух». Летом 1900 года вместе с Троицким участвовал в испытаниях переносных станций беспроволочного телеграфа в 148-м пехотном Каспийском полку, дислоцированном в Санкт-Петербургской губернии.
Летом 1901 года вместе с Поповым участвовал в испытаниях семи станций Дюкрете, установленных на кораблях Черноморского флота и на берегу. Осенью 1901 года вместе с Поповым участвовал в работах по установке станций беспроволочного телеграфа в Области Войска Донского. Станции, приобретённые по инициативе созданного в Ростове-на-Дону Комитета Донских гирл у фирмы Дюкрете, обеспечивали связь между полицейско-лоцманским постом на острове Перебойном в устье Дона и Донским гирловым маяком в Таганрогском заливе:36, 148—149.

Рыбкин П. Н. (1917)

С переходом Попова в Электротехнический институт (1901) Рыбкин занял его место в Минном офицерском классе. После 1902 года прекратил экспериментальные работы и занимался только преподавательской деятельностью и консультированием.
Летом 1916 года был командирован на Дальний Восток, где преподавал радиотелеграфию на судах Амурской и Владивостокской флотилии гардемаринам Отдельных гардемаринских классов. Перед февральской революцией 1917 года — статский советник, с 1925 года на пенсии. В 1922—1934 годах преподавал на организованных по его инициативе вечерних электротехнических курсах.
В 1942 году, во время блокады Ленинграда, был эвакуирован со своей семьёй из Кронштадта в Новосибирск, станция Инская. 24 октября 1944 года возвратился с семьёй в Кронштадт. О его возвращении родственники услышали сообщение по радио.
Автор более 30 работ по вопросам истории радио и радиотехники. Оставил воспоминания о работе с Поповым и Троицким. Организатор первого музея беспроволочного телеграфа в России. После смерти Попова он описал все имевшиеся в Минном офицерском классе приборы и устройства и тщательно сохранял их, пополняя текущими экспонатами. В 1927 году в Ленинграде была устроена выставка-показ этих приборов.

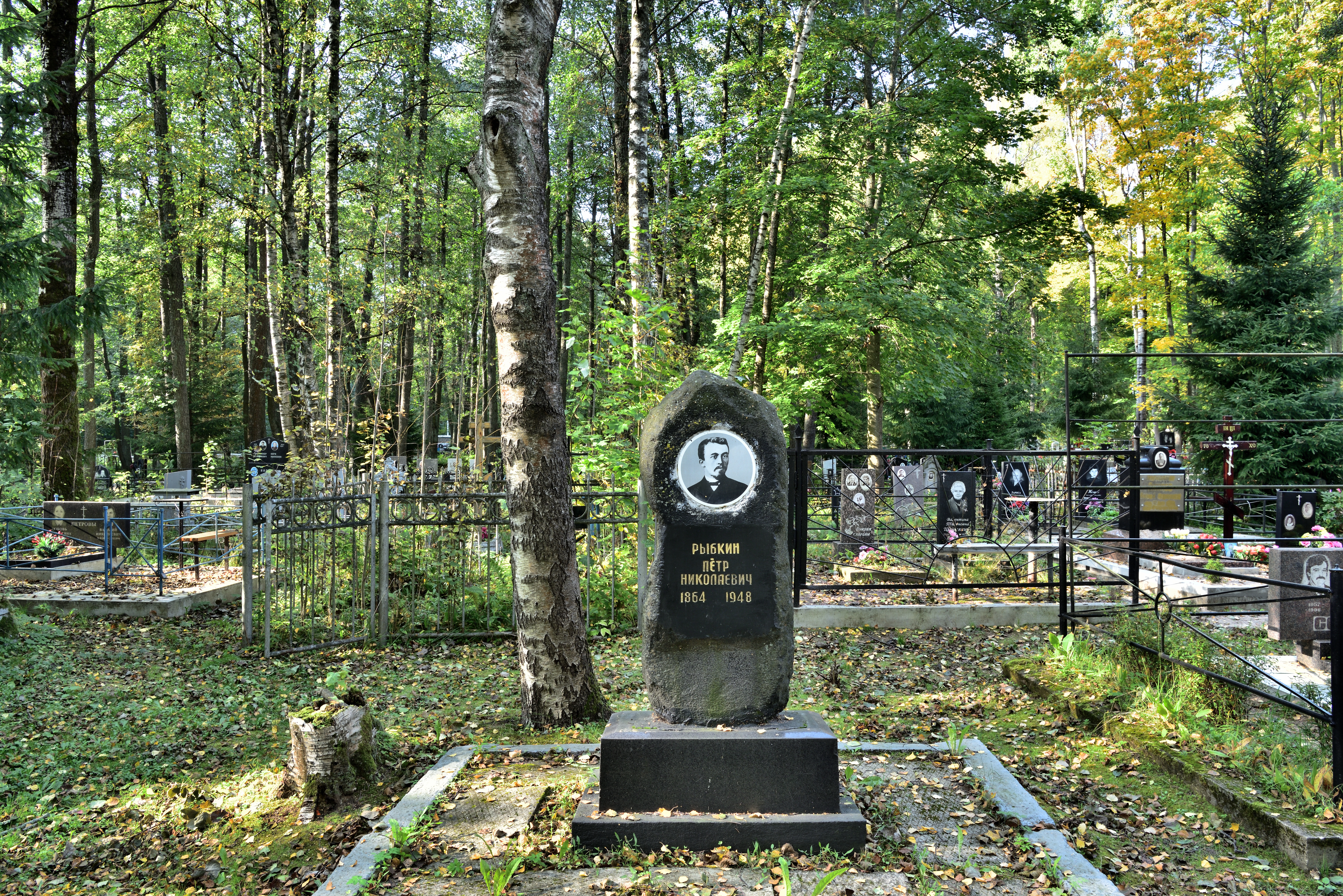
Могила П. Н. Рыбкина

Пётр Николаевич Рыбкин скончался после непродолжительной болезни 10 января 1948 года. Похоронен в Кронштадте на городском Русском кладбище.

## Семья
Вступил в брак 7 января 1901 года с Борисовой Маргаритой Владимировной, учительницей средней школы, 19 ноября 1901 года у них родился сын Владимир, а 18 мая 1905 года — дочь Валерия.
Пётр Николаевич и Маргарита Владимировна были двоюродными братом и сестрой, поэтому в законный брак они вступили по Высочайшему разрешению. В Кронштадте семья проживала сначала на ул. Господской д. 30 и 43 (ныне проспект Ленина), затем на улице Соборной д. 25 (ныне ул. Карла Маркса), а с 1920-х годов — на ул. Высокой д. 22 (с 1957 года ул. В. Вишневского):45. Также в Кронштадте семья Рыбкиных проживала по ул. Володарского д. 11 — на этом доме открыта мемориальная доска. Впоследствии семья переехала в Ленинград. Там 2 июля 1950 года после продолжительной болезни умерла дочь П. Н. Рыбкина Валерия Петровна, а 3 апреля 1952 года умерла Маргарита Владимировна. 19 августа 1957 года при исполнении служебных обязанностей трагически погиб под Ленинградом сын Владимир Петрович. Вся семья Петра Николаевича похоронена на Шуваловском кладбище в Санкт-Петербурге.

## Награды
- Орден Красной Звезды (1942)[39]
- Орден Ленина (1944)
- Медаль «За оборону Ленинграда» (1945)
- Медаль «За доблестный труд в Великой Отечественной войне 1941—1945 гг.» (1945)
- Почётный радист СССР[39]

## Недооценка вклада в опыты по беспроводной связи
Некоторые авторы считают недооценённым вклад П. Н. Рыбкина в опыты по беспроводной связи, в частности в создание грозоотметчика (приёмника). Например, В. И. Шапкин в своих детальных исследованиях процесса разработки этого устройства называет его не иначе как «приёмник электромагнитных колебаний А. С. Попова — П. Н. Рыбкина» и отмечает:

Не будем забывать, что А. С. Попов, будучи чистым экспериментатором и лично конструируя приборы, всё же в данном конкретном приложении большее внимание уделял демонстрационным аспектам работы, чем их чисто техническому исполнению. В техническом смысле П. Н. Рыбкин намного ближе к приёмнику, чем А. С. Попов. Наконец, весомым историческим доказательством являются личные качества П. Н. Рыбкина. Он всегда уходил в тень за своим непосредственным старшим товарищем (и начальником) А. С. Поповым, так как был обязан ему лично. Ведь именно А. С. Попов пригласил П. Н. Рыбкина на преподавательскую работу в МОК, когда тот имел весьма неудовлетворительное материальное положение.

## Станция беспроводной связи на Гогланде

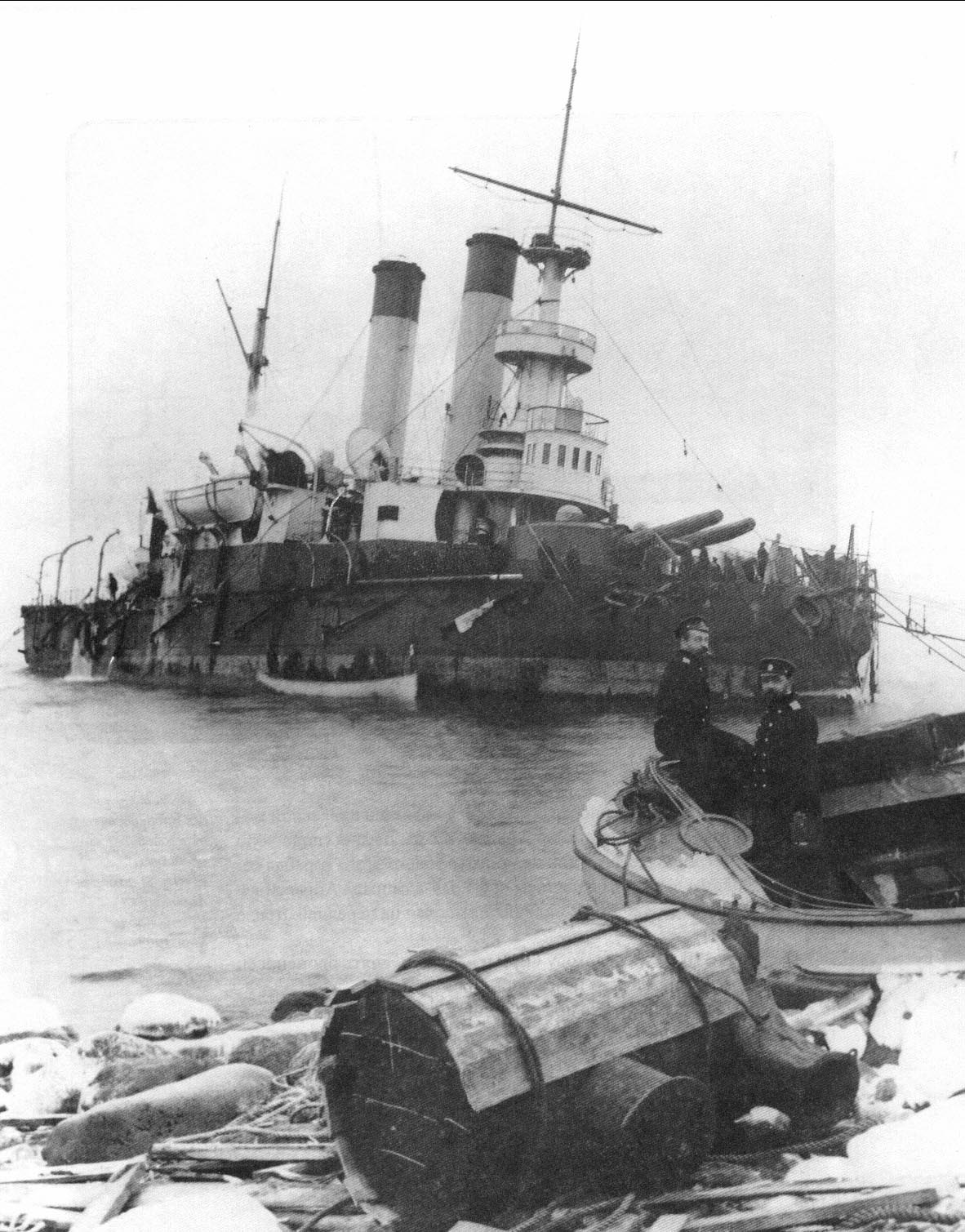
Броненосец береговой обороны «Генерал-адмирал Апраксин» на камнях у острова Гогланд, апрель 1900

13 ноября 1899 года на подводную скалу юго-восточнее острова Гогланд сел броненосец береговой обороны «Генерал-адмирал Апраксин», следовавший из Кронштадта в Либаву. Для содействия операции по спасению корабля было решено организовать беспроводную телеграфную связь между Гогландом и Коткой, откуда действовал проводной телеграф до Санкт-Петербурга. Использовалась испытанная на Черноморском флоте аппаратура фирмы Дюкрете с описанными выше телефонными приёмниками, изготовленными в мастерской Колбасьева, для приёма телеграфного сигнала на слух.
Руководителем всех работ на участке беспроволочного телеграфа был капитан 2-го ранга И. И. Залевский — он же руководил возведением станции на Гогланде. Аналогичная станция строилась по руководством А. А. Реммерта (он в этой экспедиции был помощником Залевского) на расстоянии около 46 км, на острове Кутсало, вблизи Котки:181. Настройкой аппаратуры на Гогланде занимался Рыбкин, а на Кутсало — А. С. Попов.
Залевский с Рыбкиным, минный квартирмейстер и два телеграфиста Кронштадтского военного телеграфа прибыли на Гогланд на вышедшем из Ревеля ледоколе «Ермак» 14 января 1900 года. 15 января вся команда, захватив приборы, отправилась к предполагаемому месту установки станции на самом восточном мысе острова. Место было признано удачным, однако подъём к нему был сложным, особенно для доставки всего необходимого оборудования. Пробовали запустить воздушный змей для поднятия антенны, но ветер был слабый. 16 января сгрузили на лёд всё оборудование для станции, однако до перевозки его на мыс Залевский хотел убедиться, что место находится на допустимом расстоянии от станции на Кутсало. Для этого Рыбкин попробовал принять сигналы на антенну, поднятую со льда с помощью змея, и ему удалось разобрать отдельные буквы. Как выяснилось позднее, именно 16 января началось телеграфирование с Кутсало:182—183, о чём можно судить по записи в журнале станции: «18.I. 9 час. утра. Гогланд, Котка. Работаем третий день. Попов».
Работы по возведению станции начались 18 января при сильном ветре с метелью и продолжались до темноты. В этот день Рыбкин, подняв антенну с помощью змея с палубы «Ермака», принял первое сообщение — уведомление о прибытии в Котку офицеров с броненосца — в журнале на Кутсало записано: «18.I. 9 час. утра… Три офицера с Апраксина прибыли вчера благополучно». 19 января из-за сильной метели работы на мысу не проводились и возобновились 20 января. Станция была практически готова к вечеру 23 января — днём было принято несколько слов с Кутсало, осталось ввести антенный провод в помещение и оборудовать заземление (соединение с водой). Станция находилась на расстоянии около одного километра от броненосца, на скальном утёсе высотой 25 м над уровнем моря:182—183. Высота мачты была 50 м. Вертикальная проекция антенны, спускавшейся с мачты к подножию утёса, составляла 64 м:185. 25 января Залевский и Рыбкин, наладив связь и оставив телеграфистов, отбыли с острова на ледоколе и 28 января вернулись в Санкт-Петербург:184.
Из всех переданных телеграмм широкую известность получила принятая 24 января примерно в 2 часа дня. На Гогланде смогли прочитать: «дайте сигнал мина командиру… рмака около лавенсари оторвало льдина рыбаками окажите помощь авелан». Заранее оговорённое слово «мина» в каждой передаче отмечало начало основного текста телеграммы, «авелан» — это начальник Главного морского штаба вице-адмирал Ф. К. Авелан. Сообщение было адресовано командиру «Ермака» М. П. Васильеву и передавалось 24 января с 9 утра до 5 вечера в течение каждого получаса с получасовым перерывом для приёма ответа. На станции Кутсало эта телеграмма была принята по телефону из Котки. В журнале записано: «24.I. 9 час. утра. Гогланд из С.-Петербурга. Командиру ледокола Ермак. Около Лавенсари оторвало льдину с 50 рыбаками; окажите немедленно содействие спасению этих людей. 186. Авелан», (186 — номер телеграммы). Следующая запись в журнале: «24.I, 2 час. 15 мин. дня. Командиру Ермака. Около Лавенсари оторвало льдину рыбаками. Окажите помощь. Авелан».
Принятый текст Рыбкин передал Залевскому, а тот лично вручил его командиру «Ермака». В 4 утра 25 января ледокол ушёл на поиски, рыбаки были спасены.
25 января с Гогланда передавались последние телеграммы с участием Залевского и Рыбкина, которые вечером этого дня покидали остров. Из журнала станции на Кутсало:
- «25.I, 9 час. 30 мин. утра с Гогланда. Залевский. Полный успех, возвращаемся».
- «25.I, с 3 час. 40 мин. до 4 час. 10 мин. дня. С Гогланда получалось Ермак ушёл за рыбаками в 4 утра».
- «25.I, 4 часа 40 мин. дня. С Гогланда. Ермак ушёл за рыбаками 4 утра. Рыбкин».

31 января приказом по Морскому ведомству за работы по организации беспроводной связи Попову была объявлена «высочайшая благодарность», а Залевскому, Реммерту и Рыбкину было «изъявлено монаршее благоволение». Однако связь была неустойчивой. На запросы из Кутсало по дате ухода ледокола на поиски рыбаков: «25.I, 4 часа 10 мин. дня. Вчера или сегодня? Попов» и «25.I, 5 час. 05 м дня. Отвечайте короче вчера или сегодня. Попов», ответы не были получены. Связь улучшилась после увеличения 4 февраля высоты антенной мачты на Кутсало до 62 м:149.
По воспоминаниям Рыбкина, основной помехой для связи были атмосферные разряды. Сильные и продолжительные разряды заставляли прекращать связь на несколько часов, слабые — часто путали сообщение и вынуждали повторять его вновь. С января по апрель, за 84 дня, было передано 440 официальных телеграмм, 14 апреля 1900 года с Гогланда была передана телеграмма о снятии с камней броненосца.

## Публикации
В. И. Шапкин отмечает «тщательную скрупулёзность и педантичность» П. Н. Рыбкина при ведении им своих записных книжек в период с 1894 по 1899 год. Частично с их содержанием можно ознакомиться в Российском государственном архиве военно-морского флота по их воспроизведению самим Рыбкиным. Подлинная записная книжка только за 1897 год — других подлинников нет. Нет и содержания записной книжки за 1895 год. Оценивая оставшиеся непосредственные свидетельства Рыбкина и последующие публикации его воспоминаний, В. И. Шапкин считает, что последние публикации «во многих местах являются явной редакторской переделкой» — «…отчётливо видно, где он писал сам, где вели его руку, а то и просто дописывали». Так, в изданную в 1945 году книгу «10 лет с изобретателем радио» под редакцией А. И. Берга добавлены сведения, не только отсутствующие в предыдущих публикациях Рыбкина, но признанные ложными Исторической комиссией ВНТОРиС в 1960-х годах. К таким сведениям относятся, например: «Вернувшись в Кронштадт, Попов в конце сентября того же 1895 года метеорологический регистрирующий прибор заменил телеграфным аппаратом Морзе», а также сведения о «первой в мире радиограмме» — о телеграфной передаче слов «Генрих Герц» 12 марта 1896 года — и о предупреждении Попова накануне этого заведующим Минным офицерским классом В. Ф. Васильевым, что ему «к своей работе ему следует относиться очень осторожно, так как она имеет военное значение».
- Начала телеграфирования без проводов. Перевод статей под редакцией проф. А. С. Попова. — С.-Петербург, 1905. — С. 55.
- Радиотелеграфная сеть и её элементы (опыты 1906 г.). «Журнал Русского физико-химического общества», 1907. — Вып. IV.
- Радиотелеграфные опыты в кампании 1907 г. на учебном минном отряде Балтфлота. «Известия по минному делу», 1908.
- Работы А. С. Попова по телеграфированию без проводов (очерк деятельности). — С.-Петербург, 1908.
- Отчёт по радиотелеграфным опытам в кампании 1909—1910 гг. «Известия по минному делу», 1911.
- Физические основы радиотехники (лекции, читанные в 1907 г. для Гардемаринских классов в г. Кронштадте). — Кронштадт, 1917. — С. 40.
- Изобретение радиотелеграфа в России. Журнал «Радиотехник», 1919. — № 8. — С. 256—282.
- Изобретение телеграфирования без проводов А. С. Поповым. Издание юбилейного комитета по празднованию 30-летия радио (имеется французский перевод). — Ленинград, 1925.
- Из воспоминаний учеников Попова. «Бюллетень радио», 1925. — № 2. — С. 2—4.
- А. С. Попов, изобретатель радиотелеграфа. Газета «Новости радио», 1925. — № 14, 16/V.
- Воспоминания об изобретателе беспроволочного телеграфа Александре Степановиче Попове. Журнал «Радиолюбитель», 1925. — № 6. — С. 124—125.
- Этапы деятельности А. С. Попова. Газета «Новости радио», 1925. — № 14.
- Первые шаги развития радио (доклад, читанный в Минной школе Балтфлота 14 октября 1924 г.). Журнал «Электричество», 1924. — № 4. — С. 215—218.
- На заре радиотелеграфии. Газета «Новости радио», 1925. — № 14. — С. 2.
- Славный сын великого народа. Газета «Рабочий Кронштадт», 1928. — 6/V.
- Изобретение, открывшее новую эпоху (предисловие в книге: Кудрявцев С. Рождение радио. — Ленинград, 1935).
- Исторические даты. Журнал «Радиофронт», 1935. — № 9—10. — С. 18—21.
- Первые дни радио. Газета «Смена». — Ленинград, март 1935.
- Изобретение радиотелеграфа. Журнал «Говорит СССР», 1935. — № 9. — С. 10—18.
- Беспроволочный телеграф А. С. Попова. Газета «Рабочий Кронштадт», 1939. — № 245. — 23/Х.
- Изобретатель радио. Газета «Красный флот», 1939. — 2/IV.
- Из воспоминаний. Журнал «Техника молодёжи», 1944. — № 4. — С. 25—26.
- Воспитывать кадры радистов на лучших традициях прошлого. Журнал «Связь Красной Армии», 1944. — № 5. — С. 6—8.
- 50 лет во флоте. Книга воспоминаний. — 1944.
- 10 лет с изобретателем радио. Книга воспоминаний. — 1945.[* 14]
- Как была изобретена первая в мире приемная радиостанция — Статья. «Вестник связи. Электросвязь», 1945. — № 5.
- А. С. Попов и его деятельность в области радио — Статья. «Бюллетень связи ВМФ», 1945. — № 6.[* 14]